# 宝安区
宝安区（ほうあん-く）は中華人民共和国広東省深圳市に位置する市轄区。

## 地理
宝安区は深圳市西部に位置し、2010年までは経済特区外だった。区内に深圳宝安国際空港を有す。近年は地下鉄の整備が進められ、1号線（羅宝線）、2号線（蛇口線）、4号線（竜華線）が整備され深圳市内中心部と、また5号線（環中線）により深圳郊外部との連絡が行われている。
地勢は東高西低で、一番高い所は羊台山の山頂（海抜587メートル）。西部は珠江河口部の三角江に面しており、海岸線の総延長は30.62キロメートル。珠江の河口部にあるため西部の沿岸部は泥が堆積して沖積平野となっており、珠江三角洲に属している。東部の龍華は丘陵と盆地が主の起伏の大きい地形になっている。

## 歴史
宝安区は1992年11月11日に設置された。
宝安区設置前の宝安県の歴史は古い。古代は百越の一部で、東晋の咸和6年（331年）に番禺県から分かれて宝安県が置かれた。当時の宝安県は現在の深圳市に香港を加えた広い範囲を管轄しており、東と南は南シナ海に面し、西は珠江河口部に面する、中国南部の海上交易の要地となっていた。唐の至徳2年（757年）、宝安県は一旦廃止され東莞県に属することになった。明朝中葉の万暦元年（1573年）になり、倭寇の侵入が激しくなったこともあり、東莞県の南部の旧宝安県部分が分割され新たな県が置かれることになった。郷紳たちは人心の一新のため、「革故鼎新、去危為安」から字をとって「新安県」とすることを提議した。
近代に入り、1842年に南京条約が締結され、イギリスに香港島を割譲した。さらに九龍、新界と割譲・租借が進んだことにより、新安県の範囲は次第に縮小し、深圳河以南はすべてイギリスの植民地となった。中華民国成立後の1914年、全国の行政区画の再編により、新安県は河南省の同名の県（新安県）と区別するために旧名の「宝安県」に改名された。宝安県には深圳墟という墟市（定期市の建つ町）があり、ここに広九鉄道が通り深圳駅ができたことから、やがて県城よりも深圳墟が栄えるようになった。現在の深圳中心街の東門商業区にあたる。
改革開放が始まった1979年3月、宝安県は地区級の深圳市となり、1979年10月に深圳鎮と塩田などは羅湖区へと再編された。1982年には深圳市のうち中心部以外に宝安県が復活するが、1986年には宝安県の沙頭郷と上埗村一带が上埗区になり（現在の福田区）、1990年1月4日には宝安県南頭墟、南山、蛇口、西麗などが南山区となった。1992年11月11日には宝安県の東半分の竜崗、大鵬、布吉、坂田、坪山などが分離して竜崗区となり、残りの宝安県西半分の竜華、観瀾、西郷、福永、松崗、光明などが宝安区となり、宝安県は消滅した。
2007年5月31日、深圳市人民政府は宝安区公明街道と光明街道を光明新区とした。2010年7月1日、宝安区と竜崗区は正式に深圳経済特区の一部として編入され、2011年12月30日には宝安区の竜華、大浪、民治、観瀾の4街道の部分が竜華新区とされた。竜華新区は2016年に竜華区として分離した。

## 経済
深圳郊外の工業地帯として発展している。特に竜華地区には台湾の電子機器受託生産企業である鴻海精密工業（フォックスコン）の旗艦工場が設置され、多くの工場労働者が居住する地区となっている。
また地価高騰が進む深圳市においてはベッドタウンとしての需要も高まり、地下鉄路線の拡充にともない梅林検査站地区を初め大規模住宅地が整備されている。その反面市内と連絡する公共交通機関の輸送力の限界もあり、特に梅林検査站などでは通勤客でバスが大混雑しているが、地下鉄竜華線の開通による改善が期待されている。
空港の至近には深圳国際会展中心が建設されており、拡張により世界最大のコンベンションセンターとなる予定である。

## 行政区画

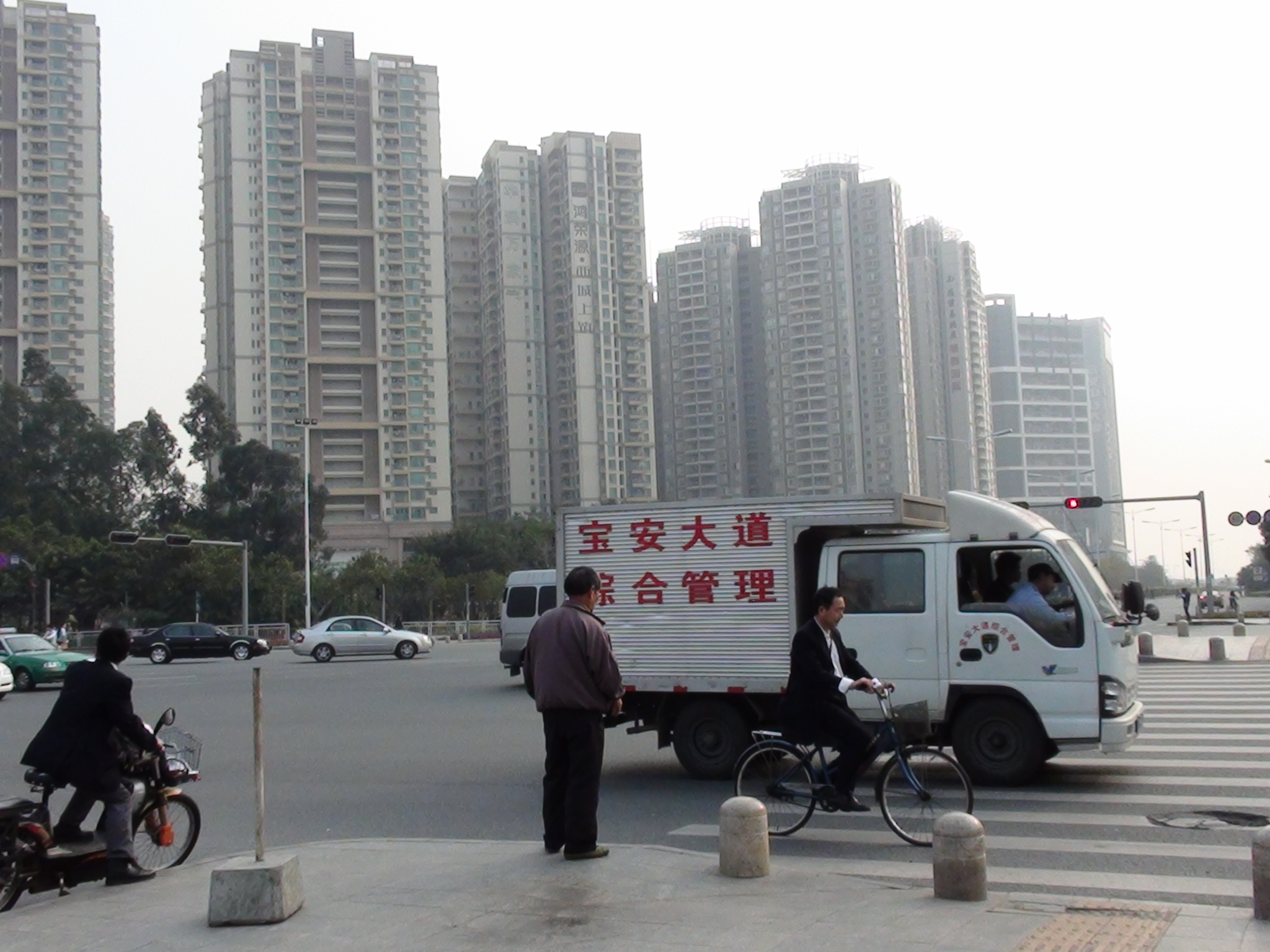
ダウンタウン(宝城)

- 新安街道
- 西郷街道
- 松崗街道
- 沙井街道
- 福永街道
- 石岩街道

## 交通
- 深圳宝安国際空港
- 広深港高速鉄道

## 健康・医療・衛生
- 南方医科大学深圳医院[2]
- 深圳市宝安区人民医院
- 深圳市宝安中医院
- 深圳市宝安区中心医院（旧 西郷人民医院）
- 深圳市宝安区婦保健院
- 深圳恒生医院
- 深圳市宝安区福永人民医院
- 深圳市中西医結合医院（旧 宝安区沙井人民医院）
- 深圳市宝安区松崗人民医院
- 深圳市宝安区石岩人民医院